# I & I Survived
I & I Survived es el séptimo álbum de estudio de la banda norteamericana de hardcore punk Bad Brains. Es un álbum eminentemente instrumental que mezcla dub, reggae y ska, con elementos aislados de punk.

## Listado de canciones
1. Jah Love (Jenifer, Miller)
2. Overdub (Jenifer, Miller)
3. How Low Can a Punk Get? (Jenifer, Miller)
4. I & I Survive (Jenifer, Miller)
5. Cowboy (Jenifer, Miller)
6. Gene Machine (Jenifer, Miller)
7. Ghetto (Ray Chinna Shim)
8. Rally (Jenifer, Miller)
9. September (Ray Chinna Shim)
10. Ragga Dub (Jenifer, Miller)
11. Gene Machine (remix) (Jenifer, Miller; remixed by Daryl Jenifer and Neil Robertson)
12. I & I Survived (Shiner Massive Mix) (Jenifer, Miller; remixed by Will Fulton)

## Créditos
- Dr. Know - guitarra y teclados
- Darryl Jenifer - bajo
- Earl Hudson - batería

- Datos: Q3790016